# Michael Wandmacher
 (août 2017).
Si vous disposez d'ouvrages ou d'articles de référence ou si vous connaissez des sites web de qualité traitant du thème abordé ici, merci de compléter l'article en donnant les références utiles à sa vérifiabilité et en les liant à la section « Notes et références ».
Michael Wandmacher (né le 29 octobre 1967) est un compositeur américain de musique pour le cinéma, la télévision et les jeux vidéo. Il a travaillé sur de nombreux projets bien connus, dont Piranha 3D, Punisher: War Zone, Bloodborne, Twisted Metal et The Goldbergs. Plus récemment, il a travaillé sur le dernier Underworld: Blood Wars (2016), succédant aux compositeurs Paul Haslinger et Marco Beltrami.

## Biographie
Mickael Wandmacher est né le 29 octobre 1967 à Minneapolis dans le Minnesota aux États-Unis.
Il a commencé sa carrière en composant de la musique pour des médias locaux et des publicités télévisuelles puis pour des courts et longs métrages de cinéastes locaux. 
À la suite d'échanges de courriels dans le cadre d'un groupe de discussion sur la musique de film, Wandmacher a fait la connaissance d'Alan Silvestri et a été invité à Los Angeles afin de participer à plusieurs sessions d'écriture musicale concernant la musique pour les versions anglaises de plusieurs films de Jackie Chan, dont Armor of God et Drunken Master II.
Wandmacher s'est installé définitivement à Los Angeles où il travaille maintenant.
La majeure partie du travail de Wandmacher consiste en des films de genre, en particulier des films d'horreur et de suspense.
En 2015, Wandmacher a composé la partition du célèbre jeu vidéo Bloodborne.

## Filmographie
- 2018 : Patient Zero  de Stefan Ruzowitzky